# Liste von Skigebieten im Jura
Das Juragebirge erstreckt sich über die Schweizer Kantone Waadt (Juragebirge), Bern (Juragebirge), Solothurn, Jura, Neuenburg, Basel-Landschaft und Aargau sowie die Départements Ain, Jura und Doubs in Frankreich. Mit etwa 200 Skiliften und etwa 300 Pistenkilometern bietet es zahlreiche Skigebiete, die sich hauptsächlich an Anfänger und Familien richten. Die geringe Höhenlage führt zu eingeschränkter Schneesicherheit.

## Schweizer Jura
| Kanton      | Skigebiet                           | Anzahl Lifte1 | Pistenkilometer | Höhenlage (m ü. M.) | Weblink                       | Foto |
| ----------- | ----------------------------------- | ------------- | --------------- | ------------------- | ----------------------------- | ---- |
| Waadt       | Les Rasses – Sainte-Croix           | 9             | 20              | 1.142–1.565         | https://www.ski-vaud.ch/web   |      |
| Waadt       | Dent de Vaulion – Le Morez          | 2             | 5               | 1.150–1.478         |                               |      |
| Waadt       | Saint-George                        | 2             | 2               | 1.040–1.200         |                               |      |
| Waadt       | L’Abbaye                            | 4             | 10              | 1.010–1.437         |                               |      |
| Waadt       | L’Orient                            | 2             | 6               | 1.010–1.283         |                               |      |
| Neuenburg   | La Robella – Buttes                 | 4/0/0         | 20              | 780–1.446           | https://www.robella.ch        |      |
| Neuenburg   | Bugnenets-Savagnières – Saint-Imier | 8             | 30              | 1.078–1.449         | https://www.chasseral-snow.ch |      |
| Neuenburg   | La Côte-aux-Fées                    | 1             | 3               | 1.150–1.300         |                               |      |
| Neuenburg   | Les Verrières                       | 2             | 1,8             | 1.000–1.200         |                               |      |
| Neuenburg   | Sommartel – Le Locle                | 2             | 3               | 1.100–1.301         |                               |      |
| Neuenburg   | Chapeau Râblé – La Chaux-de-Fonds   | 1             | 3               | 1.250–1.350         |                               |      |
| Neuenburg   | La Corbatière – La Roche-aux-Crocs  | 3             | 4,6             | 1.090–1.348         |                               |      |
| Neuenburg   | La Sagne                            | 1             | 0,5             | 1.050–1.150         |                               |      |
| Solothurn   | Hohe Winde - Beinwil SO             | 1             | 0.5             | 600–1000            |                               |      |
| Solothurn   | Weissenstein                        | 1             | 5               | 1.062–1.280         |                               |      |
| Solothurn   | Balmberg                            | 3             | 5               | 1.062–1.270         |                               |      |
| Solothurn   | Welschenrohr                        | 2             | 0.5             | 920–1.100           |                               |      |
| Solothurn   | Gsahl/Hauenstein                    | 2             | 0.5             | 750–900             |                               |      |
| Solothurn   | Schwengimatt - Laupersdorf          | 2             | 0.5             | 920–1.150           |                               |      |
| Solothurn   | Grenchenberg                        | 2             | 0,8             | 1.200–1.348         |                               |      |
| Jura        | Les Breuleux                        | 2             | 10              | 1.070–1.246         |                               |      |
| Jura        | Le Pâquier – Crêt-du-Puy            | 3             | 10              | 862–1.263           |                               |      |
| Jura        | Les Genevez                         | 2             | 4               | 1.024–1.147         |                               |      |
| Berner Jura | Tramelan                            | 3             | 14              | 920–1.228           |                               |      |
| Berner Jura | Les Prés-d’Orvin                    | 5             | 5               | 1.030–1.230         |                               |      |
| Berner Jura | Nods BE                             | 3             | 2               | 1.025–1.450         |                               |      |
| Berner Jura | Sous-le-Mont – Tavannes             | 1             | 0,5             | 920–1.050           |                               |      |
| Berner Jura | Les Orvales – Malleray              | 1             | 0,5             | 980–1.050           |                               |      |
| Baselland   | Wasserfallen - Reigoldswil          | 1             | 1               | 600–1000            |                               |      |
| Baselland   | Langenbruck – Untere/Obere Wanne    | 2             | 3               | 1.020–1.200         |                               |      |
| Baselland   | Schafmatt – Oltingen                | 1             | 1               | 800–950             |                               |      |
| Baselland   | Staffelalp – Zeglingen              | 1             | 0.5             | 850–1.000           |                               |      |
| Aargau      | Saalhöhe                            | 1             | 0.3             | 800                 |                               |      |
| Aargau      | Föhrlimatt – Wegenstetten           | 1             | 1               | 750–850             |                               |      |

## Französischer Jura
| Skigebiet                           | Anzahl Lifte1 | Pistenkilometer | Höhenlage (m ü. M.) | Weblink                                                         | Foto |
| ----------------------------------- | ------------- | --------------- | ------------------- | --------------------------------------------------------------- | ---- |
| Lélex/Crozet                        | 4/2/4         | 19,5            | 900–1.680           |                                                                 |      |
| Mijoux/La Faucille                  | 4/1/1         | 15,3            | 1.000–1.533         |                                                                 |      |
| La Dôle/Les Tuffes (Jura sur Léman) | 14/4/0        | 28,6            | 1.160–1.678         | https://www.jurasurleman.com/domaine-skiable/doles-tuffes       |      |
| Métabief                            | 8/4/0         | 26              | 1.000–1.463         | https://www.station-metabief.com                                |      |
| La Serra                            | 3/1/0         | 12,6            | 1.180–1.452         | https://www.jurasurleman.com/domaine-skiable/massif-de-la-serra |      |

1Schlepplifte/Sessellifte/Gondeln; wenn nur eine Zahl angegeben ist: insgesamt